# Surya Bonaly
Surya Varuna Claudine Bonaly (Nizza, 15 dicembre 1973) è un'ex pattinatrice artistica su ghiaccio francese naturalizzata statunitense dal 2004,e cinque volte campionessa europea nel singolo donne negli anni novanta.

## Biografia
Nata come Claudine, figlia di una donna originaria di Riunione e di un uomo della Costa d'Avorio, Surya Bonaly fu adottata a diciotto mesi da Suzanne e Georges Bonaly, una coppia di Nizza, e avviata al pattinaggio di figura dalla madre adottiva, che ne fu a lungo l'allenatrice. Da bambina praticò ginnastica artistica a livello agonistico; ciò le consentì di eseguire sul ghiaccio figure che richiedono notevoli doti di acrobazia e contorsionismo, anche se a volte venne criticata per l'eccesso di atletismo delle sue coreografie, a scapito dell'interpretazione artistica.
Diventò celebre per il salto mortale all'indietro (o back flip), vietato in competizione dall'International Skating Union (ISU), ma eseguito da alcuni pattinatori nelle esibizioni non agonistiche; la Bonaly fu una delle poche donne a farlo, e l'unica atleta (uomini compresi) ad atterrarlo su un piede solo. Introdusse inoltre una complessa trottola che cominciava con un piegamento in basso per prendere la caviglia libera, continuando a ruotare mentre sollevava la gamba e terminava nella posizione della trottola Biellmann.
Surya Bonaly fu campionessa di Francia ininterrottamente dal 1989 al 1997. Fu campionessa europea per cinque edizioni consecutive dal 1991 al 1995. Non riuscì mai a vincere i campionati mondiali: fu tre volte seconda, nel 1993 (dietro all'ucraina Oksana Bajul, che aveva battuto agli europei), nel 1994 (dietro alla giapponese Yuka Satō) e nel 1995 (dietro alla cinese Lu Chen).
Partecipò a tre edizioni delle Olimpiadi, senza vincere medaglie. Ai Giochi "di casa" ad Albertville 1992, dove pronunciò il giuramento olimpico a nome di tutti gli atleti partecipanti, fu quinta. A Lillehammer 1994 fu quarta, ai piedi del podio. A Nagano 1998 fu decima: in quell'occasione, persa ormai ogni speranza di medaglia dopo aver sbagliato un triplo Salchow, decise di infrangere il regolamento eseguendo in gara la sua specialità, il salto mortale all'indietro. Ottenne l'applauso del pubblico, ma fu penalizzata pesantemente nel punteggio.
Dopo le Olimpiadi di Nagano abbandonò le competizioni, si trasferì negli Stati Uniti e passò al professionismo. Da allora si esibì regolarmente nello spettacolo sul ghiaccio Champions on Ice. Residente a Las Vegas, a gennaio 2004 ottenne la cittadinanza statunitense.
La sua storia viene presentata nell'episodio Giudizio della serie Losers di Netflix.

## Palmarès
| Internazionali            | Internazionali | Internazionali | Internazionali | Internazionali | Internazionali | Internazionali | Internazionali | Internazionali | Internazionali | Internazionali | Internazionali |
| Evento                    | 1987-88        | 1988-89        | 1989-90        | 1990-91        | 1991-92        | 1992-93        | 1993-94        | 1994-95        | 1995-96        | 1996-97        | 1997-98        |
| ------------------------- | -------------- | -------------- | -------------- | -------------- | -------------- | -------------- | -------------- | -------------- | -------------- | -------------- | -------------- |
| Giochi olimpici invernali |                |                |                |                | 5°             |                | 4°             |                |                |                | 10°            |
| Campionati mondiali       |                | 10°            | 9°             | 5°             | 11°            | 2°             | 2°             | 2°             | 5°             |                |                |
| Campionati europei        |                | 8°             | 4°             | 1°             | 1°             | 1°             | 1°             | 1°             | 2°             | 9°             | 6°             |
| Cup of Russia             |                |                |                |                |                |                |                |                |                |                | 4°             |
| Lalique                   |                | 7°             | 1°             | 1°             | 5°             | 1°             | 1°             | 1°             | 3°             |                |                |
| Nations Cup               |                |                |                |                |                | 1°             |                |                |                |                |                |
| NHK Trophy                |                |                |                |                | 2°             | 1°             | 1°             | 2°             | 4°             |                |                |
| Skate America             |                |                | 6°             | 5°             | 3°             |                | 2°             | 1°             | 4°             |                |                |
| Skate Canada              |                |                | 7°             |                | 1°             |                |                |                |                |                | 3°             |
| Goodwill Games            |                |                |                | 3°             |                |                |                | 1°             |                |                |                |
| Nebelhorn Trophy          |                |                | 2°             | 1°             |                |                |                |                |                |                |                |
| Piruetten                 |                |                |                |                |                |                | 4°             |                |                |                |                |
| Internazionali: Junior    |                |                |                |                |                |                |                |                |                |                |                |
| Campionati mondiali       | 14°            | 3°             | 2°             | 1°             |                |                |                |                |                |                |                |
| Nazionali                 |                |                |                |                |                |                |                |                |                |                |                |
| Campionati francesi       | 4°             | 1°             | 1°             | 1°             | 1°             | 1°             | 1°             | 1°             | 1°             | 1°             | 2°             |